# Minsk-Arena
Minsk Arena (em bielorrusso:  Мінск-Арэна), conhecido localmente como o Botvinik Arena, (em russo:  Арена Ботвинника, em bielorrusso:  Арэна Бaтвiнiкаé a principal arena indoor em Minsk, Bielorrússia.
Ao longo da principal arena de Minsk-Arena complexo inclui quatro locais que são a arena em si (hospedagem de 15.000 espectadores), uma pista de ciclismo (hospedagem de 2.000 espectadores), um patinação no estádio (de 3.000 espectadores) e vários níveis de estrutura de estacionamento.

## Entretenimento
Foi também o palco para o Junior Eurovision Song Contest 2010, que teve lugar em 20 de novembro de 2010.
Shakira actuou para uma multidão durante a sua O Sol sai World Tour.
Jennifer Lopez realizada para uma multidão durante sua Dance Again World Tour , em 25 de setembro de 2012.
Armin Van Buuren realizada nas instalações em 7 de Março de 2013, como parte de uma celebração para comemorar 600 episódios de Um Estado de Transe.
Depeche Mode realizada no estádio em 29 de julho de 2013 e 28 de fevereiro de 2014, durante o seu Delta Machine Tour, na frente de um total multidão de 24,523 pessoas. Elas irão se apresentar novamente para o seu Espírito Global Tour.
O cantor francês Mylène Farmer realizada em 27 de outubro de 2013.
Em 18 de Março de 2018, foi local da Junior Eurovision Song Contest de 2018 , que foi realizada no dia 25 de novembro. Esta foi a segunda vez que o local abriga o concurso.

## Desporto

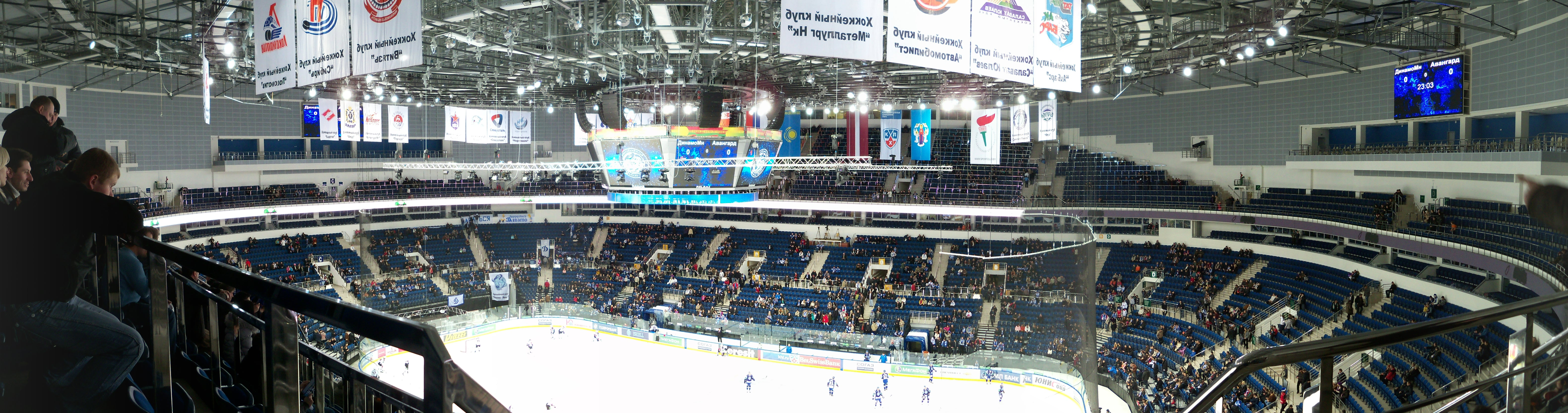
Interior da arena principal durante uma partida de hóquei (2010)

Um dos principais usos da facilidade de hóquei no gelo, como o edifício é o lar pista de HC Dinamo Minsk da Kontinental Hockey League. A arena da abertura oficial foi realizada em 30 de janeiro de 2010, quando o 2º Kontinental Hockey League All-Star Game foi realizada lá. O primeiro jogo na instalação, no entanto, já tinha sido jogado pelo Dinamo Minsk, em 14 de janeiro de 2010 contra o Metallurg Magnitogorsk. Mais dois KHL jogos da temporada regular foram agendadas em janeiro antes da abertura oficial: contra Avtomobilist no dia 16 de janeiro e contra o Traktor , em 18 de janeiro.
Ele foi um dos dois principais locais para a de 2014 IIHF Campeonato do Mundo.
O Bielorrusso Bandy Federação está trabalhando para a criação de uma equipe de profissionais que iria jogar na rússia Bandy Super League, com jogos em casa na Minsk-Arena. Minsk foi um candidato para sediar a 2015 Bandy Campeonato do Mundo. Por um tempo, houve também especulações sobre a 2018 Bandy Campeonato do Mundo.
Em janeiro de 2016, a 2016 Europeu de Patinagem de Velocidade de Campeonato vai ser realizado. Em janeiro de 2016, sediou o torneio de eSports Starladder i-League da Temporada 13, Disciplina, tais como Dota 2 e Counter-Strike: Global Offensive. O prêmio da temporada é de us $500.000 US Dólares.